# Ма Чженьчжао
Ма Чженьчжао (кит.: 马振昭; 5 листопада 1997, Шаньдун, Біньчжоу, Китай) — китайська дзюдоїстка, бронзова призерка Олімпійських ігор 2024 року, призерка чемпіонатів світу та Азії.

## Виступи на Олімпіадах
| Олімпіада  | Дисципліна | Місце |
| ---------- | ---------- | ----- |
| Токіо 2020 | до 78 кг   | 17    |
| Париж 2024 | до 78 кг   | 3     |

## Зовнішні посилання
- Ма Чженьчжао на сайті International Judo Federation (англійська)
- Ма Чженьчжао на сайті JudoInside.com (англійська)
- Ма Чженьчжао на сайті AllJudo.net (французька)
- Ма Чженьчжао на сайті Olympics.com (англійська)
- Ма Чженьчжао на сайті Olympedia (англійська)